# 尼馬哈 (內布拉斯加州)
尼馬哈（英語：Nemaha）是位於美國內布拉斯加州尼馬哈縣的村。

## 人口
根據2020年美國人口普查的數據，尼馬哈的面積為0.79平方千米，皆為陸地。當地共有人口116人，而人口密度為每平方千米147人。